# 獻帝春秋
《獻帝春秋》，是記載漢獻帝時期的一本編年體史書，共有10卷。作者有多種說法，一說為東漢時人，一說為晉朝的袁暐（又名袁曄）。該書已亡佚。元朝的陶宗儀的《說郛》中有輯本一卷。現今流傳下來的佚文來自古今說部叢書。

## 評價
- 裴松之在《三國志·荀彧傳》反駁自己引用荀彧和曹操之間的事情及荀彧之死的故事後，批評：「袁暐虛罔之類，此最為甚也。」
  - 同樣在《三國志·馬超傳》反駁自己引用樂資的《山陽公載記》中馬超稱呼劉備表字的故事後，連同袁暐一起批評：「袁暐、樂資等諸所記載，穢雜虛謬，若此之類，殆不可勝言也。」